# David Linarès
David Linarès (født 5. oktober 1975 i Lons-le-Saunier, Frankrig) er en fransk tidligere fodboldspiller (midtbane).
Bortset fra et kort ophold i Spanien hos Tenerife spillede Linarès hele sin karriere i hjemlandet, og tilbragte blandt andet seks sæsoner hos Lyon og fem hos Dijon. Han vandt det franske mesterskab med Lyon i 2002.

## Titler
Ligue 1
- 2002 med Olympique Lyon